# Col de la Perche
Il Col de la Perche (Coll de la Perxa in catalano) è un valico montano dei Pirenei, in territorio francese, situato a 1579 metri di quota, che collega il Conflent (valle del Têt) con la Cerdagna (valle del Segre), entrambi compresi nel dipartimento dei Pirenei Orientali. Presso il valico è situata la località di La Perxa, appartenente al comune di La Cabanasse.
Il valico è servito dalla Strada Nazionale 116, che collega Perpignano con Bourg-Madame e la Spagna (Puigcerdà). Il valico è utilizzato anche dalla linea ferroviaria della Cerdagna che collega Villefranche-de-Conflent con Latour-de-Carol (conosciuta come treno giallo).
Il passo fu teatro, nel mese di luglio del 1793, di una battaglia tra le truppe spagnole del generale la Peña e quelle francesi del generale Dagobert, vinta de queste ultime.